# Markus Ebner (Fußballspieler)
Markus Ebner (* 30. Mai 1964) ist ein ehemaliger deutscher Fußballspieler.

## Sportlicher Werdegang
Ebner entstammt der Jugend des SSV Ulm 1846, dem er sich 1970 anschloss. Während der Spielzeit 1982/83 rückte er beim seinerzeitigen baden-württembergischen Oberligisten in die Wettkampfmannschaft auf, wo der Mittelfeldspieler unter Paul Sauter als Stammspieler beim Gewinn der Oberligameisterschaft heranreifte. In der Aufstiegsrunde zur 2. Bundesliga setzte er sich mit dem Klub vor dem 1. FC Saarbrücken, dem VfR Bürstadt und der SpVgg Unterhaching durch und kam in der Zweitliga-Spielzeit 1983/84 zu 17 Spieleinsätzen. Zur folgenden Saison übernahm Hannes Baldauf das Traineramt, bei dem Ebner außen vor blieb. Erst nach einem Trainerwechsel zu Walter Kubanczyk kam er zu zwei Kurzeinsätzen im Abstiegskampf, der Klub blieb jedoch seit dem achten Spieltag sieglos und stieg am Ende der Zweitliga-Spielzeit 1984/85 mit der bis dato längsten Serie an sieglosen Spielen im deutschen Profifußball wieder ab.
Ebner wechselte nach dem Abstieg zum VfL Neckarau, wo er mit der Mannschaft hinter dem SV 98 Schwetzingen Vizemeister der Verbandsliga Baden wurde. In der Aufstiegsrunde zur Oberliga scheiterte er mit dem Klub am TuS Lörrach-Stetten. Über den weiteren Karriegang liegen keine Informationen vor, als der Mannheimer Stadtteilklub 1988 in die Oberliga Baden-Württemberg aufstieg, gehörte er nicht mehr zum Kader.